# Bewegung des 30. Mai
Die Bewegung des 30. Mai (30. Mai 1925) war eine Arbeiter- und anti-imperialistische Bewegung in der früheren Zeit der chinesischen Republik. Sie begann, als unter anderem mit Briten besetzte Polizeikräfte der Stadt Shanghai, die der 'Internationalen Konzession' unterstanden, das Feuer auf streikende chinesische Arbeiter in Shanghais 'Internationaler Konzession' eröffneten und mehrere Demonstranten töteten. Die Schüsse lösten landesweite Demonstrationen gegen die 'ausländischen Imperialisten' aus und führten zu einer Massenbewegung mit einer nationalistischen Richtung.